# Sean Connery
Sir Thomas Sean Connery (Edinburgh, 1930. augusztus 25. – Lyford Cay, Bahama-szigetek, 2020. október 31.) Oscar-díjas skót színész.
Connery kis szerepeket játszott különböző tv- és mozifilmekben, mielőtt megkapta volna azt a szerepet, amivel üstökösként felívelő színészi pályafutása elkezdődött. Egy alacsony költségvetésű brit film, a Dr. No elindította a filmtörténet egyik leghosszabb sorozatát. Connery James Bondként szerepelt az Oroszországból szeretettel, a Goldfinger, a Tűzgolyó, a Csak kétszer élsz, a Gyémántok az örökkévalóságnak és a nem hivatalos Soha ne mondd, hogy soha című epizódokban.

## Élete

### A korai évek
Thomas Sean Connery a skóciai Edinburgh-ban született egy szegény munkáscsalád gyermekeként. Apja teherautósofőr, édesanyja pedig takarítónő volt. A család anyagi helyzete miatt félbe kellett szakítania az általános iskolát, hogy dolgozhasson. Segédmunkásként, életmentőként és aktmodellként vállalt munkát, majd csatlakozott a Királyi Haditengerészethez, ahonnan azonban gyomorfekélye miatt leszerelték. Fiatalkora óta aktívan sportolt: az 1953-as Mr. Universe versenyen szülőhazája színeiben versenyzett, és amikor a South Pacific című musicalben megkapta első színpadi szerepét, még profi labdarúgóként képzelte el jövőjét. Később azonban, amikor meghívást kapott a Manchester United ificsapatába, már viszonylagos színházi tapasztalattal a háta mögött mondott nemet az ajánlatra. Ettől kezdve minden szabadidejét a könyvtárakban és a színházak környékén töltötte, és egyre jelentősebb szerepekben tűnt fel. Az 1950-es évek közepén kapta első televíziós szerepeit, majd az MGM-mel írt alá szerződést és több filmben (Hell Drivers, Tigris akció, Az időzár) epizódszerepekben tűnt fel. Első jelentősebb alakítását a Lana Turner főszereplésével készült (Another Time, Another Place) (1958) című filmben kapta.

### Az 1960-as évek – James Bond
Connery jókedvűen lubickolt a mellékszerepekben, azonban 1962-ben nagyot fordult a sorsa, mivel sok neves színész közül őt választották Ian Fleming nevezetes figurájának, James Bondnak a megformálására, a Dr. No (1962) című filmben. Connery hihetetlenül nagy nemzetközi sikert aratott a 007-es szerepében, s majd egy évtizeden át a nézők őt azonosították az ügynök figurájával. A következő években további öt alkalommal öltötte magára James Bond fekete öltönyét: Oroszországból szeretettel (1963), Goldfinger (1964), Tűzgolyó (1965), Csak kétszer élsz (1967), Gyémántok az örökkévalóságnak (1971). A színész azonban egy idő után megunta a világhírt hozó imázsát, és ki akart törni a sablonok keretei közül, ezért különféle műfajú filmekben vállalt szerepet, melyek közül talán a legkiemelkedőbb a Sidney Lumet által rendezett A domb (1965) című filmdráma, amely Ray Rigby azonos című, nagy sikert arató könyvének történetét dolgozza fel.

### Az 1970-es évek
A hetvenes évek eleje viszonylag csendesen telt el a színész számára, ez alól csak az utolsó James Bond- filmje a kivétel, majd három évvel később ígéretes szerepben, a Gyilkosság az Orient expresszen (1974) című Agatha Christie-krimi filmadaptációjában volt látható. Ezután a Zardoz című sci-fi következett, majd egy évre rá Michael Caine partnereként tűnt fel az Aki király akart lenni (1975) című kalandfilmben. 1976-ban a Robin és Marien című, a középkorban játszódó romantikus filmben és a kor színészsztárjait felvonultató, A híd túl messze van című háborús eposzban láttatta magát a vásznon. Az évtized végén A nagy vonatrablás (1979) című krimivel folytatta sikersorozatát, majd a Meteorral (1979) a katasztrófafilmek műfajába tett kitérőt.

### Az 1980-as évek
Az öregedés magával hozta a karakterszerepeket is, melyekben Connery szintén otthon érezte magát. 1981-ben Peter Hyams Gyilkos bolygó című filmjében játszott főszerepet, majd korábbi kijelentése ellenére, miszerint nem bújik többé a 007-es ügynök szerepébe megváltozott és 1983-ban a Soha ne mondd, hogy soha címűben még utoljára magára öltötte a nyugdíj előtt álló Bond öltönyét, hogy meghódítsa a szépséges Kim Basingert, és legyőzze a főgonoszt, akit Klaus Maria Brandauer alakított. Ez a film is bebizonyította, hogy az évek múltával Connery egyre jobb színész lett, gyérülő üstöke és szaporodó ráncai csak előnyére váltak. 1986-ban feltűnt a Hegylakó című, azóta már igazi kultuszfilmnek számító moziban Christopher Lambert partnereként, majd ezt követően a világhírű irodalmi regény filmadaptációjában, A rózsa neve (1986) című filmben játszotta a főszerepet. Connery ezen alakításáért kapott először rangos kitüntetést pályafutása során, hiszen a Brit Filmakadémia a legjobb férfi színésznek járó BAFTA-díjjal jutalmazta. 1987-ben Brian De Palma kérte fel egy szerepre, az éppen akkor készülő nagyszabású maffiafilmjébe. A szesztilalom idején játszódó Aki legyőzte Al Caponét című filmben egy rutinos ír zsarut formált meg, aki segít a rendőrség új vezetőjének, a fiatal Eliot Nessnek (Kevin Costner), elkapni a hírhedt chicagói bandavezért, Al Caponét (Robert De Niro). Alakításáért elnyerte a legjobb férfi mellékszereplőnek járó Oscar-díjat és Golden Globe-díjat. Steven Spielberg 1989-ben neki szánta az Indiana Jones harmadik részében a főhős bogaras, szeretetreméltó, szintén régész apjának szerepét, amelyet szintén sikeresen személyesített meg.

### Az 1990-es évek
Conneryt azonban nem kerülték el a főszerepek sem, hiszen a kilencvenes évek elején olyan filmekben volt első számú személy, mint az Oroszország-ház könyvkiadója, vagy a Vadászat a Vörös Októberre orosz tengeralattjáró parancsnoka. A Robin Hood, a tolvajok fejedelme című film végső jelenetében is feltűnik néhány másodpercre, azonban ezért is jelentős összeget zsebelt be. Újfent látható volt a nagy sikerű Hegylakó folytatásában, mely a Hegylakó 2. – A visszatérés címmel jelent meg, majd rá egy évre a Medicine Man című kalandfilmben játszotta a címszereplőt. Ezután két krimiben is játszott; Gyilkos nap (1993) és Egy igaz ügy (1995). Arthúr király megformálója volt Az első lovag (1995) című kalandfilmben, amelyben Richard Gere és Julia Ormond voltak a partnerei. A Sárkányszívben (1996) pedig igen nagy örömét lelte, ugyanis nemcsak ő kölcsönözte a hangját Dracónak, az animációs sárkánynak, hanem az animátorok Connery arcvonásaival is felruházták a figurát. Szintén ebben az évben szerepelt a hatalmas sikert arató, A szikla című akciófilmben, melyben Nicolas Cage és Ed Harris voltak a partnerei. 1998-ban a Briliáns csapda című krimiben Catherine Zeta-Jones tolvajtársát alakította és ugyanebben az esztendőben szerepelt még a Bosszúállók című brit fantáziafilmben is, amelyet a kritikusok az év legrosszabb filmjének kiáltottak ki.

### 2000 után – A visszavonulás
A Fedezd fel Forrestert! (2000) című filmben Connery igazi, korához illő figurát alakít, egy idős, visszavonult írót és alakításából is kiderül, mennyire élvezte a figurát. E filmje után kisebb szünet következett, de ő eközben sem tétlenkedett; saját produkciós cége, a Fountainbridge Films keretében Connery számos tervet dédelgetett, például néhány kedvence folytatását – Időbanditák, Indiana Jones, A szikla – mi több, még azt is lehetségesnek tartotta, hogy még egyszer eljátssza James Bondot, azonban ezek később is csak tervek maradtak.
Connery ugyanis bejelentette, hogy A szövetség (2003) című filmje után visszavonul a filmipartól, és attól kezdve családjának fog élni. Ebben a film rossz kritikái és a rendezővel való rossz viszonya játszhatta a főszerepet. Bár több rendező próbálta visszacsalogatni, némelyik igen jelentős pénzösszeg fejében, Connery nem adta be a derekát, és valóban 2003-ban láthatták őt a nézők utoljára a mozivásznon, kivételt csak egy szinkronszerep kedvéért tett egy animációs filmben 2012-ben.

## Magánélete
Az évtizedek során a James Bondként egykor nők millióinak szívét megdobogtató Connery vonzereje mit sem kopott. Sőt, a szerepei begyakorlása során a karakter mozgására különleges gondot fordító színész egyike azon keveseknek, akik 60 év felett is testre szabott szerepeket kaptak (mint erről a Fedezd fel Forrestert! című filmben is meggyőződhettünk). A fáradhatatlan színész nagy skót hazafi, még a hetvenes években megalapította a Scottish International Education Trustot, az alapítványt, amely a szegények oktatásában próbál meg segítséget nyújtani.
Magánélete is rendezett volt, első feleségének, az ausztrál Diane Cilento színésznőnek tőle született Jason fia, második nejét, a francia–marokkói festőművésznőt, Micheline Roquebrune-t 1975-ben vette el, akivel először egy golfversenyen találkozott öt évvel korábban, miután a színész nagyon kedvelte a golfozást is.
Connery pályafutása során számos elismerésben is részesült: egyebek mellett megkapta a francia Becsületrend kitüntetést, valamint 1990-ben életműdíjjal jutalmazta a Brit Filmakadémia. 1995-ben Cecil B. DeMille-díjat kapott a Hollywood Foreign Presstől, 1998-ban pedig elnyerte a BAFTA legrangosabb díját, a British Academy Fellowshipet. II. Erzsébet brit királynő 2000-ben lovaggá ütötte – miután pár évvel korábban mint skót nacionalistától megtagadták tőle az elismerést. Azóta viszont igényt tarthatott a Sir Sean megszólításra.
2003 utáni visszavonulása után főleg arról lehetett hallani, hogy demenciában szenved, erről később felesége is beszélt. 2006 után már nem is hagyta el nassaui birtokát, 90 évesen, 2020. október 31-én álmában hunyt el. Halálát tüdőgyulladás, szívproblémák és idős kora okozta.

## Filmográfia

### Film
| Év   | Magyar cím                                | Eredeti cím                           | Szerep                           | Magyar hang                    | Rendező              |
| ---- | ----------------------------------------- | ------------------------------------- | -------------------------------- | ------------------------------ | -------------------- |
| 1954 |                                           | Lilacs in the Spring                  | ismeretlen szerep                |                                | Herbert Wilcox       |
| 1957 |                                           | No Road Back                          | Spike                            |                                | Montgomery Tully     |
| 1957 |                                           | Hell Drivers                          | Johnny Kates                     |                                | Cy Endfield          |
| 1957 | Tigris akció                              | Action of the Tiger                   | Mike                             |                                | Terence Young (1)    |
| 1957 | Az időzár                                 | Time Lock                             | hegesztő                         |                                | Gerald Thomas        |
| 1958 | Máshol, máskor                            | Another Time, Another Place           | Mark Trevor                      |                                | Lewis Allen          |
| 1959 | A kertész és a kis emberkék               | Darby O'Gill and the Little People    | Michael McBride                  | Kautzky Armand                 | Robert Stevenson     |
| 1959 |                                           | Tarzan's Greatest Adventure           | O'Bannion                        |                                | John Guillermin      |
| 1961 |                                           | On the Fiddle                         | Pedlar Pascoe                    |                                | Cyril Frankel        |
| 1961 |                                           | The Fightened City                    | Paddy Damion                     |                                | John Lemont          |
| 1962 | A leghosszabb nap                         | The Longest Day                       | Flanagan közlegény               | Lesznek Tibor                  | Ken Annakin          |
| 1962 | A leghosszabb nap                         | The Longest Day                       | Flanagan közlegény               | Juhász György                  | Andrew Marton        |
| 1962 | A leghosszabb nap                         | The Longest Day                       | Flanagan közlegény               | Juhász György                  | Bernhard Wicki       |
| 1962 | Dr. No                                    | Dr. No                                | James Bond                       | Vass Gábor                     | Terence Young (2)    |
| 1962 | Dr. No                                    | Dr. No                                | James Bond                       | Csernák János                  | Terence Young (2)    |
| 1963 | Oroszországból szeretettel                | From Russia with Love                 | James Bond                       | Vass Gábor                     | Terence Young (2)    |
| 1964 | Goldfinger                                | Goldfinger                            | James Bond                       | Vass Gábor                     | Terence Young (2)    |
| 1964 | Marnie                                    | Marnie                                | Mark Rutland                     | Jakab Csaba                    | Alfred Hitchcock     |
| 1964 | Marnie                                    | Marnie                                | Mark Rutland                     | Vass Gábor                     | Alfred Hitchcock     |
| 1964 | Gyilkosság a hajón – Szalmaasszony        | Woman of Straw                        | Anthony "Tony" Richmond          | Szilágyi Tibor                 | Basil Dearden        |
| 1964 | Gyilkosság a hajón – Szalmaasszony        | Woman of Straw                        | Anthony "Tony" Richmond          | Epres Attila                   | Basil Dearden        |
| 1964 | Gyilkosság a hajón – Szalmaasszony        | Woman of Straw                        | Anthony "Tony" Richmond          | Bolla Róbert                   | Basil Dearden        |
| 1965 | A domb                                    | The Hill                              | Joe Roberts                      | Bitskey Tibor                  | Sidney Lumet (1)     |
| 1965 | Tűzgolyó                                  | Thunderball                           | James Bond                       | Vass Gábor                     | Terence Young (3)    |
| 1966 | Egy új világ                              | Un monde nouveau                      | önmaga cameo)                    |                                | Vittorio De Sica     |
| 1966 |                                           | A Fine Madness                        | Samson Shillitoe                 |                                | Irvin Kershner (1)   |
| 1967 | Csak kétszer élsz                         | You Only Live Twice                   | James Bond                       | Vass Gábor                     | Lewis Gilbert        |
| 1968 | Shalako                                   | Shalako                               | Moses Zebulon "Shalako" Carlin   | Csikos Gábor                   | Edward Dmytryk       |
| 1968 | Shalako                                   | Shalako                               | Moses Zebulon "Shalako" Carlin   | Vass Gábor                     | Edward Dmytryk       |
| 1969 | A jégsziget foglyai                       | Krasnaya palatka                      | Roald Amundsen                   | Mensáros László                | Mihail Kalatozov     |
| 1970 | Viszontlátásra a pokolban                 | The Molly Maguires                    | Jack Kehoe                       | Varga T. József                | Martin Ritt          |
| 1970 | Viszontlátásra a pokolban                 | The Molly Maguires                    | Jack Kehoe                       | Csankó Zoltán                  | Martin Ritt          |
| 1971 | Az Anderson-magnószalagok                 | The Anderson Tapes                    | Duke Anderson                    | Szilágyi Tibor                 | Sidney Lumet (2)     |
| 1971 | Gyémántok az örökkévalóságnak             | Diamonds Are Forever                  | James Bond                       | Vass Gábor                     | Guy Hamilton         |
| 1973 | Az igazság ereje (A támadás)              | The Offence                           | Johnson nyomozó őrmester         | Tordy Géza                     | Sidney Lumet (3)     |
| 1973 | Az igazság ereje (A támadás)              | The Offence                           | Johnson nyomozó őrmester         | Bolla Róbert                   | Sidney Lumet (3)     |
| 1973 | Az igazság ereje (A támadás)              | The Offence                           | Johnson nyomozó őrmester         | Csankó Zoltán                  | Sidney Lumet (3)     |
| 1974 |                                           | Zardoz                                | Zed                              |                                | John Boorman         |
| 1974 | Gyilkosság az Orient Expresszen           | Murder on the Orient Express          | Arbuthnot ezredes                | Kristóf Tibor                  | Sidney Lumet (4)     |
| 1974 | Váltságdíj                                | Ransom                                | Tahlvik                          | Bárány Frigyes                 | Caspar Wrede         |
| 1975 | A szél és az oroszlán                     | The Wind and the Lion                 | Mulai Ahmed er Raisuni           | Vass Gábor                     | John Milius          |
| 1975 | Aki király akart lenni                    | The Man Who Would Be King             | Daniel Dravot                    | Reviczky Gábor                 | John Huston          |
| 1976 | Robin és Marian                           | Robin and Marian                      | Robin Hood                       | Vass Gábor                     | Richard Lester (1)   |
| 1976 | Az arab összeesküvés                      | The Next Man                          | Khalil Abdul-Muhsen              | Tolnai Miklós                  | Richard C. Sarafian  |
| 1977 | A híd túl messze van                      | A Bridge Too Far                      | Roy Urquhart vezérőrnagy         | Kristóf Tibor                  | Richard Attenborough |
| 1977 | A híd túl messze van                      | A Bridge Too Far                      | Roy Urquhart vezérőrnagy         | Koroknay Géza                  | Richard Attenborough |
| 1977 | A híd túl messze van                      | A Bridge Too Far                      | Roy Urquhart vezérőrnagy         | Bolla Róbert                   | Richard Attenborough |
| 1979 | A nagy vonatrablás                        | The First Great Train Robbery         | Edward Pierce                    | Bujtor István                  | Michael Crichton     |
| 1979 | A nagy vonatrablás                        | The First Great Train Robbery         | Edward Pierce                    | Barbinek Péter                 | Michael Crichton     |
| 1979 | A nagy vonatrablás                        | The First Great Train Robbery         | Edward Pierce                    | Kristóf Tibor                  | Michael Crichton     |
| 1979 | A nagy vonatrablás                        | The First Great Train Robbery         | Edward Pierce                    | Bolla Róbert                   | Michael Crichton     |
| 1979 | Meteor                                    | Meteor                                | Dr. Paul Bradley                 | Bitskey Tibor                  | Ronald Neame         |
| 1979 | Meteor                                    | Meteor                                | Dr. Paul Bradley                 | Csernák János                  | Ronald Neame         |
| 1979 | Kuba                                      | Cuba                                  | Robert Dapes őrnagy              | Vass Gábor                     | Richard Lester (2)   |
| 1979 | Kuba                                      | Cuba                                  | Robert Dapes őrnagy              | Barbinek Péter                 | Richard Lester (2)   |
| 1981 | Gyilkos bolygó                            | Outland                               | William T. O'Niel marshall       | Bujtor István                  | Peter Hyams (1)      |
| 1981 | Gyilkos bolygó                            | Outland                               | William T. O'Niel marshall       | Vass Gábor                     | Peter Hyams (1)      |
| 1981 | Időbanditák                               | Time Bandits                          | Agamemnón király                 | Kristóf Tibor                  | Terry Gilliam        |
| 1982 | Egy nyár öt napja                         | Five Days One Summer                  | Douglas Meredith                 | Kristóf Tibor                  | Fred Zinnemann       |
| 1982 | Gyilkos optika                            | Wrong Is Right                        | Patrick Hale                     | Sztankay István                | Richard Brooks       |
| 1983 | Soha ne mondd, hogy soha                  | Never Say Never Again                 | James Bond                       | Vass Gábor                     | Irvin Kershner (2)   |
| 1984 | A vitézek kardja (Gawain és a Zöld Lovag) | Sword of the Vailant                  | Zöld Lovag                       |                                | Stephen Weeks        |
| 1986 | Hegylakó                                  | Highlander                            | Juan Sánchez Villa-Lobos Ramírez | Tolnai Miklós                  | Russell Mulcahy (1)  |
| 1986 | Hegylakó                                  | Highlander                            | Juan Sánchez Villa-Lobos Ramírez | Kristóf Tibor                  | Russell Mulcahy (1)  |
| 1986 | A rózsa neve                              | The Name of the Rose                  | Baskerville-i Vilmos             | Mádi Szabó Gábor               | Jean-Jacques Annaud  |
| 1986 | A rózsa neve                              | The Name of the Rose                  | Baskerville-i Vilmos             | Ujlaki Dénes                   | Jean-Jacques Annaud  |
| 1986 | A rózsa neve                              | The Name of the Rose                  | Baskerville-i Vilmos             | Kristóf Tibor                  | Jean-Jacques Annaud  |
| 1986 | A rózsa neve                              | The Name of the Rose                  | Baskerville-i Vilmos             | Szélyes Imre                   | Jean-Jacques Annaud  |
| 1987 | Aki legyőzte Al Caponét                   | The Untouchables                      | Jim Malone                       | Tolnai Miklós                  | Brian De Palma       |
| 1987 | Aki legyőzte Al Caponét                   | The Untouchables                      | Jim Malone                       | Kristóf Tibor                  | Brian De Palma       |
| 1988 | Bűntény a támaszponton                    | The Presidio                          | Alan Caldwell alezredes          | Tolnai Miklós                  | Peter Hyams (2)      |
| 1988 | Mindez én vagyok                          | Memories of Me                        | önmaga (cameo)                   |                                | Henry Winkler        |
| 1989 | Indiana Jones és az utolsó kereszteslovag | Indiana Jones and the Last Crusade    | Henry Jones professzor           | Sinkovits Imre (1-2. szinkron) | Steven Spielberg     |
| 1989 | Családi ügy                               | Family Business                       | Jessie McMullen                  | Tordy Géza                     | Sidney Lumet (5)     |
| 1990 | Vadászat a Vörös Októberre                | The Hunt for Red October              | Marko Ramius kapitány            | Kristóf Tibor                  | John McTiernan (1)   |
| 1990 | Oroszország-ház                           | The Russia House                      | Barley Blair                     | Reviczky Gábor                 | Fred Schepisi        |
| 1991 | Hegylakó 2. – A visszatérés               | Highlander II: The Quickening         | Juan Sánchez Villa-Lobos Ramírez | Sinkovits Imre                 | Russell Mulcahy (2)  |
| 1991 | Hegylakó 2. – A visszatérés               | Highlander II: The Quickening         | Juan Sánchez Villa-Lobos Ramírez | Kristóf Tibor (2-3. szinkron)  | Russell Mulcahy (2)  |
| 1991 | Robin Hood, a tolvajok fejedelme          | Prince of Thieves                     | Oroszlánszívű Richárd (cameo)    | Sinkovits Imre (1-2. szinkron) | Kevin Reynolds       |
| 1991 | Robin Hood, a tolvajok fejedelme          | Prince of Thieves                     | Oroszlánszívű Richárd (cameo)    | Szersén Gyula                  | Kevin Reynolds       |
| 1992 | Medicine Man                              | Medicine Man                          | Dr. Robert Campbell              | Szersén Gyula                  | John McTiernan (2)   |
| 1992 | Medicine Man                              | Medicine Man                          | Dr. Robert Campbell              | Kristóf Tibor                  | John McTiernan (2)   |
| 1993 | Gyilkos nap                               | Rising Sun                            | John Connor százados             | Kristóf Tibor                  | Philip Kaufman       |
| 1994 | Afrika koktél                             | A Good Man in Africa                  | Dr. Alex Murray                  | Kristóf Tibor                  | Bruce Beresford      |
| 1995 | Egy igaz ügy                              | Just Cause                            | Paul Armstrong                   | Kristóf Tibor                  | Arne Glimcher        |
| 1995 | Az első lovag                             | First Knight                          | Artúr király                     | Kristóf Tibor                  | Jerry Zucker         |
| 1996 | Sárkányszív                               | Dragonheart                           | Draco (hangja)                   | Sinkovits Imre                 | Rob Cohen            |
| 1996 | A szikla                                  | The Rock                              | John Patrick Mason               | Kristóf Tibor                  | Michael Bay          |
| 1998 | Bosszúállók                               | The Avengers                          | Sir August de Wynter             | Bitskey Tibor                  | Jeremiah S. Chechik  |
| 1998 | Szeress, ha tudsz!                        | Playing by Heart                      | Paul                             | Kristóf Tibor                  | Willard Carroll      |
| 1999 | Briliáns csapda                           | Entrapment                            | Robert MacDougal                 | Kristóf Tibor                  | Jon Amiel            |
| 2000 | Fedezd fel Forrestert!                    | Finding Forrester                     | William Forrester                | Kristóf Tibor                  | Gus Van Sant         |
| 2003 | A szövetség                               | The League of Extraordinary Gentlemen | Allan Quatermain                 | Kristóf Tibor                  | Stephen Norrington   |
| 2012 |                                           | Sir Billi                             | Sir Billi (hangja)               |                                | Sascha Hartmann      |

Dokumentumfilmek
- 1967: The Bowler and the Bunnet – önmaga (filmrendező)
- 1975: The Dream Factory – önmaga
- 1982: G'olé! – narrátor
- 1983: Sean Connery's Edinburgh (rövidfilm) – önmaga
- 2012: Ever to Excel – önmaga

## Jelentősebb díjak és jelölések
BAFTA-díj

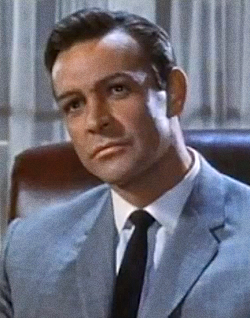
1964-ben

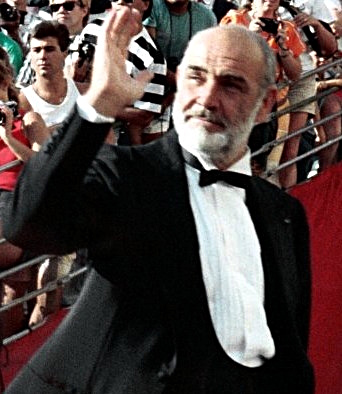
1988-ban

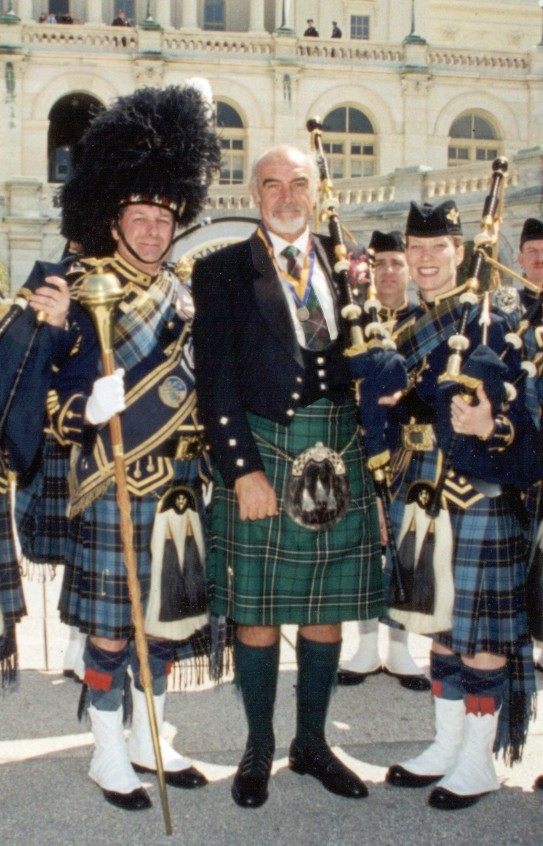
Skót szoknyában 2000-ben

- 1988 díj: legjobb férfi főszereplő – A rózsa neve (1986)
- 1988 jelölés:  legjobb férfi mellékszereplő – Aki legyőzte Al Caponét
- 1990 jelölés:  legjobb férfi mellékszereplő – Indiana Jones és az utolsó kereszteslovag (1989)
- 1998 Akadémiai tagság
- 1991 jelölés: legjobb férfi főszereplő – Vadászat a Vörös Októberre (1990)

Oscar-díj
- 1988: díj: legjobb férfi mellékszereplő – Aki legyőzte Al Caponét (1987)

Golden Globe-díj
- 1988 díj: legjobb férfi mellékszereplő – Aki legyőzte Al Caponét (1987)
- 1990 jelölés: Golden Globe-díj – legjobb férfi mellékszereplő – Indiana Jones és az utolsó kereszteslovag (1989)
- 1995 díj: Golden Globe-díj – Cecil B. DeMille-életműdíj

Egyéb kitüntetései
- 2006. Amerikai Filmintézet – Életműdíj
- 2005. Európai Filmdíj – Életműdíj
- 2002. Karlovy Vary-i Nemzetközi Filmfesztivál – A zsűri különdíja
- 2002. Olasz Telegatto-díj – Különdíj
- 2001. Palm Springs Nemzetközi Filmfesztivál – Sivatagi Pálma Életműdíj
- 1999. Európai Filmdíj – Közönség-díj – Briliáns csapda
- 1999. ShoWest Egyesület – Életműdíj
- 1997. Blockbuster Entertainment-díj – Kedvenc férfi mellékszereplő – A szikla (film)
- 1997. Lincoln Center Film Egyesület – Ünnepi kitüntetés
- 1997. MTV Movie-díj – A legjobb filmes páros (Nicolas Cage-dzsel megosztva) – A szikla (film)
- 1995. Amerikai Fantázia és Horrorfilmek Akadémiája – Életműdíj
- 1993. Nemzeti Filmszemle Tanács, USA – Karrier-díj
- 1992. Amerikai Cinematheque Gála – Cinematheque-díj
- 1988. Kansas City Filmkritikusok Szövetségének Díja – Legjobb férfi mellékszereplő – Aki legyőzte Al Caponét
- 1988. Londoni Filmkritikusok Szövetségének Díja – Az év férfi színésze – Aki legyőzte Al Caponét
- 1987. Germán Film-díj – Legjobb férfi színész – A rózsa neve
- 1987. Nemzeti Filmszemle Tanács, USA – Legjobb férfi mellékszereplő – Aki legyőzte Al Caponét
- 1985. Bambi-díj
- 1984. Pudding Fesztivál – Az év embere cím
- 1982. ShoWest Egyesület – Különdíj – Az év világ sztárja
- 1966. Laurel-díj – A legjobb akció alakítás – Tűzgolyó
- 1965. Laurel-díj – A legjobb akció alakítás – Goldfinger
- 1964. Laurel-díj – A legjobb akció alakítás 3. hely – Dr. No